# 別題
別題（べつだい）は、メディアの販売における手法のひとつで、特に映画配給において用いられる。本や映画が、上映されたり販売される国によって異なる題名で発表されることは、よくある。例えば、英語の題名に定冠詞「The」を加えるなど、ごく一部だけに小さな手直しをすることもあれば、題名がまったく変更されることもある。映画の題名は、DVDやVHSとしてリリースされる際に変更されることもしばしばある。

## 理由
題名が変更される理由は様々であるが、通常は、よりよく市場に流通させるため、言語や文化の違いに配慮して変更がなされる。題名が、世界の別のところでは理解されにくいものであったり、攻撃的なものと受け止められる恐れがある場合もある。ほとんどの題名変更は商業的なものである。例えば、イタリアの映画監督セルジオ・レオーネの1971年の映画『夕陽のギャングたち (Giù la testa)』は、当初の英語題を『Duck, You Sucker!』（「伏せろ、バカ!」といった意味）といったが、これはレオーネが、この表現がよく知られた英語の言い回しだと信じていたためであった。映画が不評だったことを受け、英語題は『Fistful of Dynamite』（「一握りのダイナマイト」といった意味）に変更されたが、これはヒットしたドル箱三部作のひとつ『荒野の用心棒』（英語題「A Fistful of Dollars」は「一握りのドル札」といった意味）と似た題名であった。
スカラスティック・コーポレーションは、『ハリー・ポッターと賢者の石 (Harry Potter and the Philosopher's Stone)』のアメリカ合衆国における権利を取得した際に、題名に「philosopher」（哲学者、賢者）という言葉が入った本を子供達は読みたいと思わないだろうと考え、議論を経て1998年9月に出版されたアメリカ版は、J・K・ローリングが提案した『Harry Potter and the Sorcerer's Stone』（「Sorcerer」は魔法使い）と題された。ローリンは、この変更を遺憾としており、もし当時の自分がもっと強い立場にあったら、あくまでも戦っていただろうと述べている。フィリプ・ネルは、この変更によって「賢者の石」という概念を介した錬金術との結びつきが題名から失われたと指摘している。